# Rezerwat przyrody Jezioro Zdedy
Rezerwat przyrody „Jezioro Zdedy” – rezerwat faunistyczny położony w gminie Orzysz, w powiecie piskim (województwo warmińsko-mazurskie). Utworzony został w 2003 roku. Obszar rezerwatu jest objęty ochroną czynną.
Rezerwat ochroną obejmuje obszar trzcinowisk, łąk i lasu o powierzchni 181,64 ha otaczający zachodnią linię brzegową jeziora Zdedy (mimo swojej nazwy rezerwat nie obejmuje jednak akwenu jeziora). Celem ochrony jest „zachowanie miejsca zlotowiskowego żurawia (Grus grus) oraz walorów przyrodniczych jeziora Zdedy z dominującą roślinnością szuwarową, przylegającymi do niego lasami i terenami nieleśnymi z licznymi zabagnieniami, a także rzadkich i chronionych gatunków roślin i zwierząt”.
Większość powierzchni rezerwatu „Jezioro Zdedy” zajmują torfowiska, głównie niskie, oraz łąki. Zbiorowiska leśne są reprezentowane m.in. przez ols porzeczkowy. Ochroną jest objętych 12 gatunków roślin naczyniowych (w tym kruszczyk błotny, gnidosz błotny, kukułka krwista) i 4 gatunki mchów i porostów (m.in. sierpowiec błyszczący).
Na terenie rezerwatu i w jego okolicy stwierdzono występowanie 90 gatunków ptaków lęgowych i przelotnych. Z ciekawszych gatunków, oprócz żurawia, występują tu m.in.: zielonka, bąk, cietrzew, derkacz, podróżniczek, srokosz, gąsiorek.
Rezerwat jest ostoją łosia i bobra.
Północna część rezerwatu znajduje się w granicach czynnego poligonu wojskowego Orzysz.